# Ingrid Wilm
Ingrid Wilm (Norwich, Reino Unido, 8 de junio de 1998) es una deportista canadienese que compite en natación, especialista en el estilo espalda.
Ganó tres medallas de bronce en el Campeonato Mundial de Natación de 2024 y siete medallas en el Campeonato Mundial de Natación en Piscina Corta, en los años 2022 y 2024.
Participó en los Juegos Olímpicos de París 2024, ocupando el sexto lugar en la prueba de 100 m espalda.

## Palmarés internacional
| Campeonato Mundial                  | Campeonato Mundial    | Campeonato Mundial | Campeonato Mundial      |
| Año                                 | Lugar                 | Medalla            | Prueba                  |
| ----------------------------------- | --------------------- | ------------------ | ----------------------- |
| 2024                                | Doha (Catar)          | Medalla de bronce  | 50 m espalda            |
| 2024                                | Doha (Catar)          | Medalla de bronce  | 100 m espalda           |
| 2024                                | Doha (Catar)          | Medalla de bronce  | 4 × 100 m estilos       |
| Campeonato Mundial en Piscina Corta |                       |                    |                         |
| Año                                 | Lugar                 | Medalla            | Prueba                  |
| 2022                                | Melbourne (Australia) | Medalla de bronce  | 100 m espalda           |
| 2022                                | Melbourne (Australia) | Medalla de bronce  | 4 × 100 m estilos       |
| 2024                                | Budapest (Hungría)    | Medalla de plata   | 4 × 50 m libre mixto    |
| 2024                                | Budapest (Hungría)    | Medalla de plata   | 4 × 50 m estilos mixto  |
| 2024                                | Budapest (Hungría)    | Medalla de bronce  | 100 m espalda           |
| 2024                                | Budapest (Hungría)    | Medalla de bronce  | 4 × 100 m libre         |
| 2024                                | Budapest (Hungría)    | Medalla de bronce  | 4 × 100 m estilos mixto |